# De Infernali
 (décembre 2021).
De Infernali est un groupe de musique électronique suédois formé en 1996 et dissolu l'année suivante.

## Biographie
De Infernali a été formé en 1996 par le guitariste et chanteur de Dissection, Jon Nödtveidt, et son colocataire de l'époque Damien (des groupes Midvinter et Apollgon).
Avec la participation de Dan Swanö, ils sortent en 1997 un unique album nommé Symphonia de Infernali qui a été publié sur le label allemand Nuclear Blast, le label de Dissection à l'époque, bien que cela ne corresponde pas au domaine musical habituel du label, la musique étant essentiellement axée électronique.

## Style musical
Symphonia de Infernali contient de la musique électronique qui varie entre des parties symphoniques/orchestrales, calmes et atmosphériques, et des morceaux plus durs et bruyants ; certains morceaux sont instrumentaux, d'autres sont accompagnés de voix déformées.
En raison de sa diversité, l'album est classé soit dans l'ambient ou le dark ambient, soit dans la techno,,,,, parfois aussi dans l'EDM,, ou l'electro.
L'album a été présenté comme « EBM techno ambient satanique ».